# روبنس مینلی
روبنس مینلی (ایتالیایی: Rubens Minelli; ۱۹ دسامبر ۱۹۲۸ – ۲۳ نوامبر ۲۰۲۳) مربی فوتبال ایتالیایی‌تبار اهل برزیل بود.
از باشگاه‌هایی که در آن بازی کرده است می‌توان به باشگاه فوتبال سائو پائولو اشاره کرد.